# Aeroportul Ain Eddis
Aeroportul Ain Eddis (IATA: BUJ, ICAO: DAAD) este un aeroport din Provincia M'Sila, Algeria ce deservește zona Bou Saâda.
Situat la o altitudine de 459 m, aeroportul dispune de 1 pistă.

## Infrastructură

### Piste
Aeroportul dispune de o singură pistă. Pista 04L/22R are suprafața de asfalt. 